# Schmetterlingswirbel

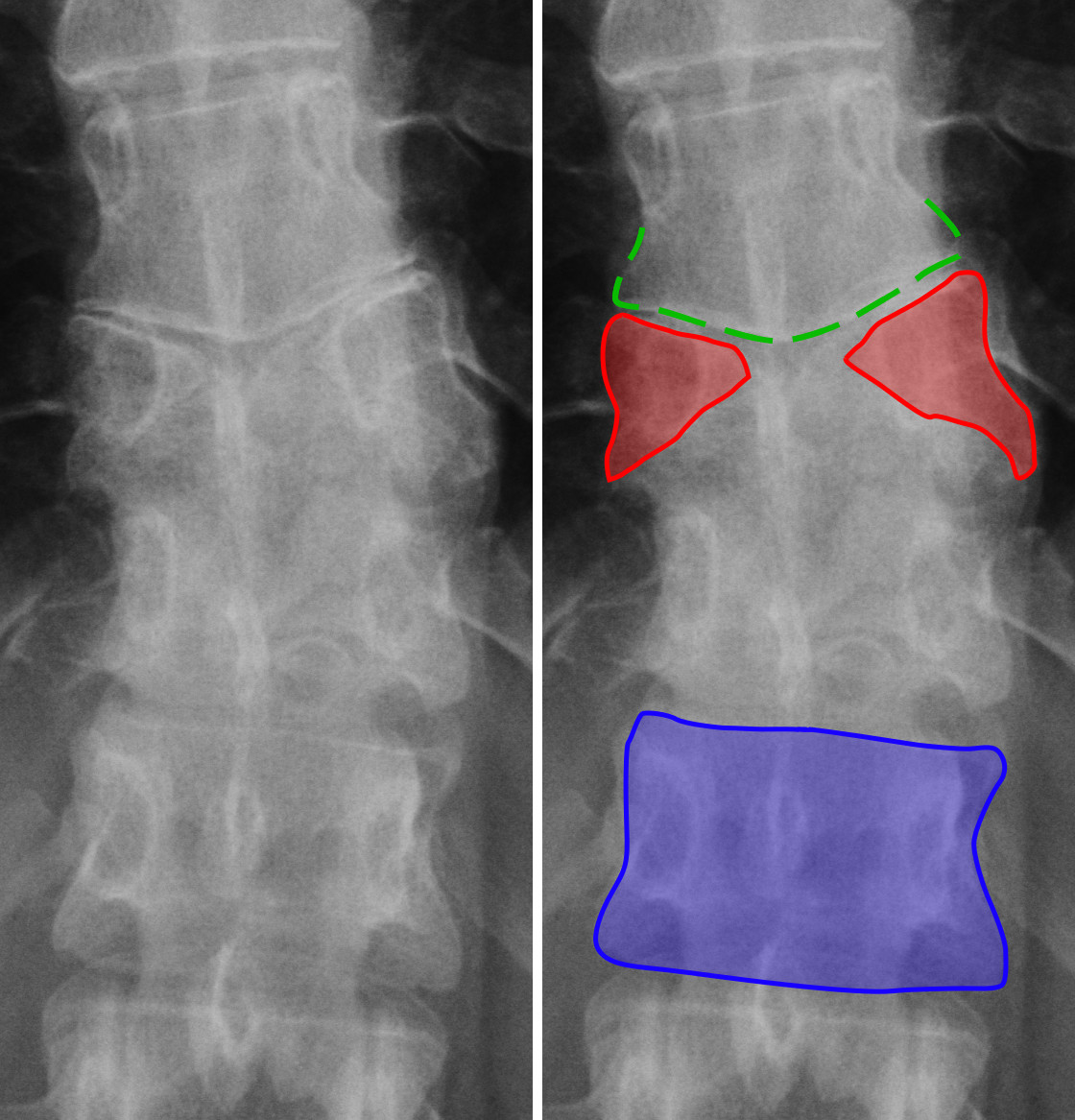
Schmetterlingswirbel Die Fehlbildung selbst ist rot eingefärbt – zum Vergleich: normaler Wirbel blau. Grün: Deformierung des Nachbarwirbels.

Der Schmetterlingswirbel (engl. butterfly vertebra) ist eine angeborene Fehlbildung der Wirbelsäule. Die rechte und linke Hälfte des Wirbels sind nicht miteinander verbunden (sagittaler Spaltwirbel); sie verjüngen sich zur Mitte hin, sodass sie zwei Kegel bilden, die mit ihren Spitzen zueinander weisen. Im Röntgenbild wirken diese Figuren wie die ausgebreiteten Flügel eines Schmetterlings. Häufig überragen die äußeren Kanten die benachbarten Wirbel. Die Grund- respektive Deckplatte der Nachbarn passen sich der Form des Schmetterlingswirbels an.
Je nach Ausprägung der Fehlbildung kann zusätzlich eine keilförmige Verformung des Wirbelkörpers resultieren, die sich klinisch in einer Buckelbildung äußert. In diesem Fall kann eine angeborene, kongenitale Kyphose entstehen, welche wiederum in 10 % zu neurologischen Defiziten führen kann. Möglich ist auch die Ausbildung einer kurzbogigen Seitverbiegung, wenn es zu einer seitlichen Verschiebung eines Wirbelkörperanteils bei kompletter Spaltbildung kommt. Eine Beeinträchtigung der Nerven kommt nur selten vor. In den meisten Fällen wird diese Fehlbildung zufällig als Nebenbefund diagnostiziert und macht keine Probleme. Eine Therapie ist dann nicht erforderlich.